# Maximilian Falk

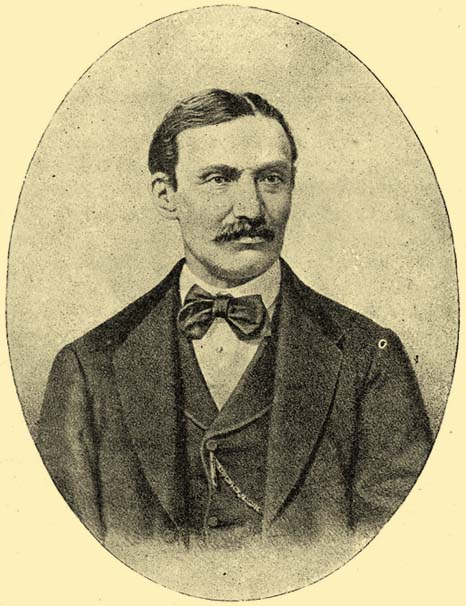
Miksa Falk

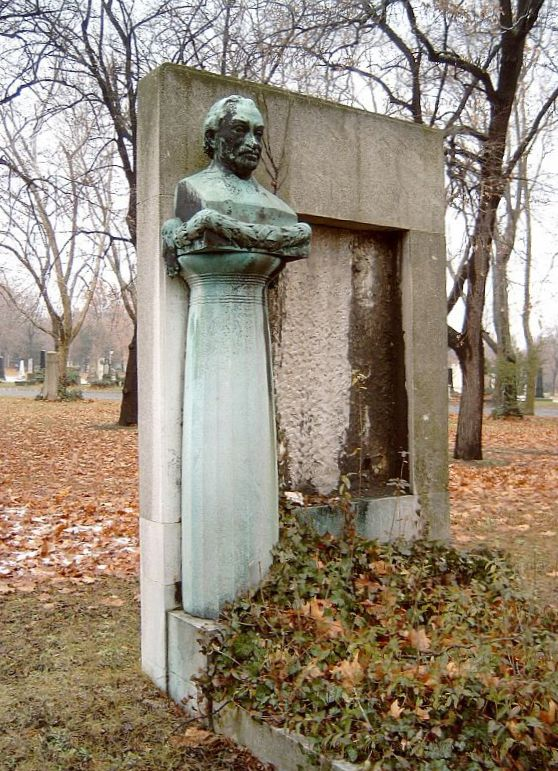
Denkmal von Miksa Falk in Budapest

Maximilian (Miksa) Falk (* 7. Oktober 1828 in Pest, Königreich Ungarn / Kaisertum Österreich; † 10. September 1908 in Budapest, Österreich-Ungarn) war ein ungarischer Publizist und Politiker.

## Leben
Falk, der einer ungarisch-jüdischen Kaufmannsfamilie entstammte, studierte an der Universität Budapest und der Universität Wien Philosophie und Jus. Bis 1867 hielt er sich vorwiegend in Wien auf. Mit seinen journalistischen Tätigkeiten begann er im Jahr 1844. Er arbeitete unter anderem beim Spiegel (der nicht mit der heutigen Zeitschrift identisch ist) sowie bei den Zeitungen Der Ungar und Életképek. Er nahm an der Revolution von 1848/49 teil. In den Zeitungen Pesti Napló und Wanderer kämpfte er gegen den Absolutismus.
Durch seine Arbeiten erlangte er das Vertrauen von István Széchenyi und Ferenc Deák.
Beruflich war er von 1868 bis 1906 Chefredakteur des Pester Lloyd  und machte die deutschsprachige Zeitung zu einer der führenden in Ungarn. Politisch war er ab dem Jahr 1869 Mitglied des ungarischen Abgeordnetenhauses und des Reichsrates als Mitglied der Liberalen Partei.
Falk lernte die ungarische Königin Elisabeth kennen und hielt für sie Vorträge über die ungarische Literatur. Die Begegnungen mit der Königin hielt er in schriftlichen Erinnerungen fest, die im Jahre 1898 in Buchform unter den Titel Erzsébet királynéról -visszaemlékezések (dt. „Über die Königin Elisabeth – Erinnerungen“) in Budapest erschienen sind. Er verstand es zwischen dem österreichisch-ungarischen Hof und den ungarischen Politikern zu vermitteln. Falk war auch Präsident des ungarischen Journalistenvereins.
Im Jahr 1883 gründete er das Kasino von Lipótváros, das heutige Hotel Donau Palast in Budapest. Er war auch dessen erster Direktor. Er war zudem Berater des ungarischen Ministerpräsidenten Sándor Wekerle während der Währungsreform nach 1883 in Ungarn.

## Trivia
In der nach ihm benannten Straße in Budapest (Falk Miksa utca) wurde 2014 ein Denkmal vom US-Schauspieler Peter Falk und seinem Hund errichtet.